# Trine Thielen
Trine Thielen is een Vlaamse actrice.

## Biografie
Haar moeder is Belgisch, haar vader Brit, en ze is in beide talen opgevoed. Ze trad al op vanaf dertien jaar. Op haar vijftiende speelde ze in 'De Golf' in Het Paleis, (KJT) Antwerpen.
Na het middelbaar trok ze naar het buitenland en was toegelaten in de Theaterschool in Amsterdam (ATD) maar vanwege haar Britse roots koos ze uiteindelijk voor haar opleiding in Engeland waar ze een BA (Hons) Drama behaalde aan de Liverpool John Moores University, gevolgd door London and International School of Acting.
Ze vond werk in het theatercircuit in Londen. Verschillende theaterproducties brachten haar naar o.a. het Theaterfestival in Schotland, het Nationaal Theater in Pristina, Kosovo, en het SMAK, Gent. In België kreeg ze verscheidene rollen in reeksen op VTM en TV1.
Zij deed ook werk achter de schermen en ging helpen bij het organiseren van theaterinstallaties. Zo was ze nauw betrokken bij de organisatie van Antony Gormley’s One & Other Project in Trafalgar Square, London en produceerde ze o.a. voor Disney, LAMB, en Scala & Kolacny Brothers.
Samen met Angel Shed Theatre creëerde ze ook inclusieve drama ateliers voor kinderen.
Trine nam een pauze in haar carrière om tijd te maken voor haar kinderen. Ze heeft op verschillende plaatsen gewoond, o.a. Londen, München, en Amsterdam. Later ging ze in Antwerpen wonen en werkt daar met o.a. theatercollectief playField in verschillende theaters in binnen- en buitenland..
Trine doet ook regelmatig stemmenwerk, zowel Engels- als Nederlandstalig, voor TV, radio en film.

## Filmografie
| Jaar      | Titel                    | Rol                       | Opmerkingen    |
| --------- | ------------------------ | ------------------------- | -------------- |
| 2024      | The Last Front           | Elise                     | film           |
| 2022      | Orson at the Orient      | Nathalie Biely-Cerny      |                |
| 2021      | Professor T.             | Veronica                  | UK - itv       |
| 2021      | Before We Die            | Samantha Radic            | UK - channel 4 |
| 2021      | The Window               | Falon Riley               | tv             |
| 2021      | Lisa                     | Christel Beeckaert        | tv             |
| 2021      | Meisjes                  | Amandine                  | tv             |
| 2021      | Glad IJs                 | Nieuwsanker (stem)        | tv             |
| 2020 -    | VY-iNC (Virtually Yours) | Jane                      | tv             |
| 2020      | Losers Revolution        | Femme du gérant           | film           |
| 2020      | Spaceboy                 | Els                       | kortfilm       |
| 2019      | Familie                  | Tess Houben               | tv             |
| 2010      | Zone Stad                | Frouke Vanloo             | tv             |
| 2009      | Kinderen van Dewindt     | Jonge vrouw               | tv             |
| 2008      | Aspe                     | Oxane                     | tv             |
| 2007-2008 | Spoed                    | Evi Caubergs              | tv             |
| 2007      | Emma                     | Veronique (Vero) De Graaf | tv             |
| 2006-2008 | 16+                      | Veerle Van Acker          | tv             |
| 2006      | Wittekerke               | Julie                     | tv             |
| 2001      | Alexander                | Linda                     | tv             |

## Theater
| Jaar      | Titel              | Rol         | Opmerkingen                   |
| --------- | ------------------ | ----------- | ----------------------------- |
| 2019-2021 | #Bias              | Moderator   | playField                     |
| 2018      | Sterren tellen     | Sylvia      | CC Mechelen                   |
| 2006      | Russian Beauty     | Katya       | SMAK Gent, Edinburgh Festival |
| 2005      | No Exit            | Estelle     | Edinburgh Festival            |
| 2005      | Miss Julie         | Julie       | National Theatre of Kosovo    |
| 2004      | K-Pax              | Nurse Betty | Edinburgh Festival            |
| 2003      | The Maids          | Solange     | Lion & Unicorn Theatre London |
| 2001      | Two Silent Screams | Louise      | Lion & Unicorn Theatre London |
| 1995      | De Golf            | Anja        | Het Paleis                    |